# Мингалимова, Татьяна Ильдаровна
Татья́на Ильда́ровна Мингали́мова (род. 1 апреля 1995, Нягань, ХМАО, РСФСР, СССР) — российский видеоблогер, стример. Создательница и владелица YouTube-канала «Нежный редактор». В мае 2019 года вошла в список «30 самых перспективных россиян моложе 30 лет» в категории «Новые медиа» по версии издания Forbes.

## Биография
Родилась 1 апреля 1995 года в городе Нягань. Татарка по отцу, по матери русская. В школе увлекалась модой, танцевальной аэробикой и дизайном. Поступила в Московский институт телевидения и радиовещания «Останкино».
Обучаться журналистике начала в вузе. Создавала небольшие репортажи на «Восьмом канале» в рамках учебной практики. На четвёртом курсе будущий муж Артём Нечаев, работая на «Матч ТВ», пригласил Татьяну на одну из вакансий, открытых в команде Юрия Дудя, где она помогала в создании футбольного шоу «Культ тура». Также вместе с Артемом Нечаевым участвовала в создании шоу «Передача без адреса».
В 2017 году Юрий Дудь пригласил Мингалимову редактором в свою команду YouTube-канала «вДудь».
При поддержке Юрия Дудя в октябре 2017 года запустила шоу «Нежный редактор» на своем канале YouTube. Формат шоу — разговоры с известными людьми.
В 2019 запустила женское шоу «Подруги». 

## Рейтинги
В январе 2019 года вошла в список «ТОП-5 крутых шоу на русском YouTube» по версии издания Peopletalk.
21 мая 2019 года издание Forbes впервые составило рейтинг перспективных россиян моложе 30 лет, которые добились признания внутри страны и на международном уровне, и разместил Татьяну Мингалимову в номинации «Новые медиа» на втором месте. Главный критерий отбора — личная конкурентоспособность.
27 октября 2019 года интернет-издание Peopletalk разместило Мингалимову на третьем месте списка «Топ самых популярных YouTube-шоу, о которых нужно знать».
В ноябре 2019 года журнал Glamour вручил Мингалимовой премию «Женщина года 2019» в номинации «Лицо с экрана».
9 декабря 2019 года номинировалась на премию «Интервьюер года».
15 марта 2020 года вошла в список «Семь развлекательных шоу, которые есть только на YouTube» по версии информационного портала TUT.BY.
26 марта вошла в «список YouTube-блогеров, которых смотрит редакция портала TUT.BY».
В 2020 году получила премию Glamour Influencers Awards 2020 в номинации «GLAM_ЛИКБЕЗ».

## Синглы
| Год  | Название | Примечания                                                          |
| ---- | -------- | ------------------------------------------------------------------- |
| 2020 | «Оргазм» | Выпущен под псевдонимом «Не нежная», вместе с синглом был снят клип |

## Личная жизнь
С будущим мужем Артёмом Нечаевым познакомилась в институте в 2012 году. Замужем с мая 2018 года, свадьба прошла в Лас-Вегасе.